# Siemens Desiro Classic
A Desiro Classic – eredeti nevén csak Desiro – a Siemens közlekedési üzletága által 1998 és 2008 között gyártott motorvonat-típuscsalád. Elsődleges jellemzője az alacsonypadlós, kettőtől ötrészesig terjedő csuklós motorkocsi kivitel, dízel-mechanikus és villamos hajtással.

## Születése
Még 1992-ben Németországban fogalmazta meg a Verband Deutscher Verkehrsunternehmer (VDV – Német Közlekedési Vállalatok Szövetsége) az új vasúti mellékvonali járművekkel kapcsolatos, a gyártókkal szembeni főbb követelményeket. Céljuk a minél olcsóbb („low-cost”), minél könnyebb, az autóbuszközlekedéssel szembeni reális alternatívát kínáló mellékvonali vasúti jármű megteremtése volt. A több száz motorvonat eladásával kecsegtető lehetőség valamennyi akkori német gyártó érdeklődését felkeltette, és számos érdekes terv, illetve többségükből prototípus is született.
A krefeldi/ürdingeni székhelyű DUEWAG cég 1995-ben az RVT (Regional Verbrennungstriebwagen – regionális belsőégésűmotoros kocsi) jelű, később RegioSprinter fantázianéven ismertté vált motorkocsi kifejlesztésével reagált az igényekre. Azonban időközben a Német Vasút (DB) több száz regionális jármű beszerzésére indított tendereket. Ezeknek pedig volt egy súlyos követelménye: a járművek szerkezetének 1500 kN hosszirányú nyomóerő elviselésére kellett alkalmasnak lennie. A kifejlesztett járművek egy része (és ezek közé tartozott az RVT is) a könnyebb és olcsóbb kivitel érdekében csak 600 kN elviselésére volt alkalmas, cserébe ezen fogyatékosságukat a jóval intenzívebb lassulást lehetővé tevő fékrendszerükkel kompenzálták.
Ez a feltétel a DUEWAG-ot (illetve akkor már Siemens–Duewag Schienenfahrzeuge GmbH-t) a típus teljes áttervezésére kényszerítette. A módosított tervek megnyerték a DB illetékeseinek tetszését, ezért 1996-ban 150 jármű építésével a krefeldi céget bízták meg. Így született meg a Desiro első változata, a kétrészes dízel-mechanikus motorvonat. Érdekes módon eleinte a típust még RegioSprinter 2 néven emlegették.

## Felépítése
A Desiro típusból azóta egy egész motorvonatcsalád született, noha egyes típusváltozatok végül nem épültek meg. Az alábbi változatok készítésére volt lehetőség:
- Négytengelyes, dízel-mechanikus szóló motorkocsi (275 vagy 315 kW);
- Kétrészes, dízel-mechanikus, Jacobs-forgóvázas motorkocsi (2 × 275 vagy 2 × 315 kW): ez az először kifejlesztett, és legnagyobb számban épült változat, ide tartoznak a MÁV járművei is.
- Két- és háromrészes dízel-hidraulikus, Jacobs-forgóvázas motorvonatok (2 × 386 vagy 2 × 560 kW);
- Két- és háromrészes dízel-villamos, Jacobs-forgóvázas motorvonatok (2 × 560 kW);
- Két-, három-, négy-, öt- és hatrészes, villamos, Jacobs-forgóvázas motorvonatok, 3 kV DC, 15 kV 16,7 Hz vagy 25 kV 50 Hz feszültségnemre. Ilyenek a szlovén (két- és háromrészes, 3 kV DC), a görög (ötrészes, 25 kV 50 Hz), és a bolgár vonatok (három- és négyrészes, 25 kV 50 Hz);

A kocsiszekrény önhordó, alumínium vázzal, a szálerősítésű műanyagból készült vezetőfülkéket előreszerelten, ragasztással rögzítik. A kocsik a beszálló részen alacsonypadlósak, a kocsiegységeket összekötő és a vezetőállás mögötti egy szakaszon – a gépi berendezések elhelyezése miatt – emelt padlószintűek. Az első és az utolsó – a görög vasút ötrészes villamos vonatain továbbá a 2. és az 5. – forgóváz hajtott, a többi futó forgóváz.
Az egyes változatok számos közös elemet (például szekrényelemek, vezetőfülke, forgóvázak, csuklószerkezet, vezérlés) tartalmaznak.
A dízel-hidraulikus, dízel-villamos és villamos változat kiviteltől függően a szélső tagokban csak 1–2 ablakmezővel kisebb alacsony padlós résszel, vagy csak egyetlen hajtásmodullal épülhet. A kocsiszekrények azon szakaszai, mely alatt gépezeti berendezés nincs, 575, 800 vagy 1140 mm-es padlómagassággal építhetőek.

## Megépült változatok

### Dízel motorvonatok
(Kétrészes motorkocsik, ha másképp nincs jelölve.)
- Németország
  - Deutsche Bahn
642 001–238[2]
  - Vogtlandbahn (VBG)
VT 01–24, VT 601 (1 db bérelve az Angel Trainstől)
  - Angel Trains Europa
(lízingelve a Nordwestbahn, az OME (Connex), az NBT, a VBG és a Connex Görlitz részére)
  - Hessische Landesbahn (HLB)
VT 301–306
  - NordWestBahn GmbH (NWB)
VT 562–566?, VT 602 (lízingelve az Angel Trainstől)
  - Ostseeland Verkehr GmbH (OLA) (korábban: Ostmecklenburgische Eisenbahngesellschaft mbH (OME))
VT 560, VT 563–565
  - Connex Sachsen GmbH (korábban: LausitzBahn GmbH)
VT 610–618, VT 562, VT 565 (lízingelve az Angel Trainstől)
  - Siemens Transportation Systems
VT 1.0/1.5-ETCS (ETCS mérő- és bemutató vonat)
  - Ostdeutsche Eisenbahn (ODEG)
6 db (a Benex GmbH tulajdona)
- Dánia
  - Hovedstadens Lokalbaner A/S (HL) (korábban: Hornbækbanen - HHGB)
Dm 101+102 (eladva az NJ-nek)
  - Nordjyske Jernbaner (NJ)
Dm 541/571–548/578 (1 db a HL-től átvéve)
  - Danske Statsbaner (DSB)
MQ+FQ 4111–4122
- Románia
  - Societatea Națională Căile Ferate Române (CFR)
96 001–120
- Magyarország
  - MÁV Magyar Államvasutak Zrt./MÁV-START
426 001–031[3]
- Ausztria
  - Österreichische Bundesbahnen
5022 001–060
- Görögország
  - Οργανισμός Σιδηροδρόμων Ελλάδος (ΟΣΕ)
660 101 + 201 - 108 + 208 (valamennyi szerelvény eladva a MÁV-nak)
- Bulgária
  - Български държавни железници (БДЖ)
10 001 + 10 002 – 10 049 + 10 050
- USA
  - San Diego North County Transit District (NCTD)
12 db

### Villamos motorvonatok
- Szlovénia
  - Slovenske železnice (SŽ)
EMG 312 001–010[4] (kétrészes, 3 kV DC, 1 650 kW, 133 ülőhely)
EMG 312 101–120[5] (háromrészes, 3 kV DC, 2 000 kW, 188 ülőhely)
- Görögország
  - Οργανισμός Σιδηροδρόμων Ελλάδος (ΟΣΕ)
460 001–020 (ötrészes, 25 kV 50 Hz, 3 000 kW 304 ülőhely)
- Bulgária
  - Български държавни железници (БДЖ)
30 001 + 30 401 + 30 002 – 30 029 + 30 415 + 30 030[6] (háromrészes, 25 kV 50 Hz, 1 300 kW, 190 ülőhely)
10 db (négyrészes, 25 kV 50 Hz, 1 300 kW, 254 ülőhely)